# Marsz Jamników w Krakowie
Marsz Jamników – coroczna impreza odbywająca się w Krakowie, polegająca na przemarszu przez teren miasta przez psy rasy jamnik oraz ich właścicieli, a potem ich wspólnego spotkania.

## Historia
Początki Marszu Jamników związane są z I Krajową Specjalistyczną Wystawą Jamników, która miała miejsce 8 kwietnia 1973 roku w hali klubu sportowego Garbarnia Kraków przy ulicy Barskiej 73 (budynek ten został wyburzony w tym samym roku). Za organizację wystawy odpowiedzialne były: Krakowski Oddział Związku Kynologicznego oraz Klub Przyjaciół Jamnika, mający wówczas siedzibę obok redakcji tygodnika „Przekrój”.
15 kwietnia 1973 roku, z okazji 28-lecia istnienia tegoż czasopisma, z inicjatywy jego redaktora naczelnego, Mieczysława Czumy, zorganizowano pierwszą paradę jamników. Na miejsce wydarzenia psy przewieziono dorożkami z budynku siedziby redakcji, znajdującego się przy ówczesnej ulicy Manifestu Lipcowego (od 1990 roku ulica Józefa Piłsudskiego) przez ulice: Floriana Straszewskiego, Szewską aż do Rynku Głównego. Na specjalnie przygotowanej trybunie miały tam miejsce prezentacje psów. Po tym wydarzeniu ówczesne krakowskie władze komunistyczne zakazały organizacji kolejnych marszów, ponieważ według ich opinii były one parodią oficjalnych pochodów pierwszomajowych.
Następny marsz jamników odbył się dopiero 24 czerwca 1990 roku, po zmianie systemu politycznego w Polsce. Marsz ten miał miejsce równolegle do organizowanego festiwalu przez Sławomira Mrożka („Mrożek Festiwal Kraków”). Kiedy oba wydarzenia spotkały się, artysta postanowił oddać hołd około tysiącu jamnikom, salutując im. Za to zachowanie artysta został później nagrodzony orderem „Złotego Jamnika”, zaprojektowanym przez rzeźbiarza Bronisława Chromego. Od 1994 roku za coroczną organizację tego wydarzenia odpowiada lokalna rozgłośnia radiowa, Radio Kraków.
W latach 1994–2012 po zakończeniu przemarszu i dotarciu uczestników na Rynek Główny odbywał się tam konkurs z nagrodami na najciekawsze przebranie psa. Podczas tego konkursu psy często występowały w różnych, pomysłowych strojach. W Encyklopedii Krakowa (wydanie z 2023 roku) opisano, że jamniki pojawiały się w kostiumach góralskich, meksykańskich, a także były przebrane za postacie takie jak: policjant, lekarz oraz kosmonauta.
Od 2013 roku organizowana jest większa liczba konkursów, w tym m.in. na najlepiej dobraną parę pies-właściciel, najdłuższego jamnika oraz najbardziej królewskiego jamnika.
Z biegiem lat i z kolejnymi edycjami, wydarzenie to stało się na tyle popularne, że zaczęły w nim brać udział osoby i psy również z zagranicy, w tym z: Japonii, Francji, Niemiec, Stanów Zjednoczonych, Republiki Południowej Afryki, Australii oraz Włoch.
W 2020 roku wydarzenie nie odbyło się po raz pierwszy od 1994 roku z powodu wybuchu pandemii COVID-19. Wznowiono je ponownie dopiero w 2024 roku.

## Przebieg i organizacja
Od 1990 do 2024 pochód tradycyjnie rozpoczynał się o godzinie 11:45 przy Barbakanie. Następnie właściciele prowadzili swoje psy ulicą Floriańską do Rynku Głównego w barwnym korowodzie, w towarzystwie grającej orkiestry. Po zakończeniu przemarszu na rynku odbywały się konkursy z nagrodami, w których mogły wziąć udział jamniki, które uczestniczyły w imprezie.
Od 2020 wydarzenie nie odbywało się przez okres czterech lat (było to również związane z pandemią Covid-19). Dopiero w 2024 roku zostało zorganizowane ponownie z inicjatywy Prezydenta Miasta Krakowa, Aleksandra Miszalskiego. Objął on je również honorowym patronatem. Marsz nie rozpoczął się jednak tradycyjnie przy Barbakanie; zorganizowano go obok pomnika Psa Dżoka na Bulwarze Czerwińskim. Za organizację wydarzenia w 2024 roku odpowiadało tradycyjnie Radio Kraków oraz niestandardowo – Krakowskie Forum Kultury.
Wydarzenie odbywa się w drugą niedzielę września.